# UHC Winterthur United
Der UHC Winterthur United ist ein Unihockeyclub aus Winterthur. 

## Geschichte
Das Verein ist bei den Frauen und Herren ehemaliger Teilnehmer der Nationalliga B, zuletzt stiegen die Frauen bei der Ligareduktion 2008 aus der zweithöchsten Liga ab. Der Verein entstand am 1. Februar 1996 aus einer Fusion des traditionsreichen Unihockeyklubs UHC Sulz-Rickenbach (ehemaliger Teilnehmer der NLA der Herren) und des aufstrebenden UHC Virtus Winterthur, der von Kantonsschülern des Gymnasiums Büelrain und einem ehemaligen Spieler des UHC Winterthur-Eulach gegründet wurde und zwei gute Teams in der 1. Liga der Damen sowie 2. Liga der Herren besass. 1998 kam der UHC Wila durch eine Fusion auch noch zum Verein.
In der Saison 2024/25 spielten die Damen auf dem Grossfeld in der 1. Liga und die Herren in der 2. Liga.
Die Heimspiele trägt die erste Herrenmannschaft in der Turnhalle Oberseen aus.